# Bernhard Grill
Bernhard Grill (* 5. Januar 1961 in Schwabach) war an der Entwicklung des MP3-Formats bzw. des Verfahrens zur Audiodatenkompression beteiligt und gilt neben Harald Popp und Karlheinz Brandenburg als einer seiner Väter. MP3 wurde an der Friedrich-Alexander-Universität Erlangen-Nürnberg sowie am Fraunhofer-Institut für Integrierte Schaltungen (IIS) in Erlangen entwickelt.

## Biografie
1980 absolvierte er sein Abitur am Adam-Kraft-Gymnasium in Schwabach, anschließend leistete er bis 1981 seinen Wehrdienst.
Von 1981 bis 1987 studierte er Elektrotechnik an der Friedrich-Alexander-Universität Erlangen-Nürnberg (Diplom 1987).
Grill arbeitete von 1988 bis 1995 an der Entwicklung und Implementierung von Audiokodierverfahren am Fraunhofer-Institut für Integrierte Schaltungen (IIS-A) Erlangen. Im Anschluss war er von 1995 bis 1998 Mitarbeiter des Lehrstuhls für Technische Elektronik an der Friedrich-Alexander-Universität Erlangen-Nürnberg. 1999 übernahm er die Leitung der Gruppe Audio-Research am Fraunhofer-Institut für Integrierte Schaltungen (IIS-A) Erlangen. Ab 2000 leitete er die Abteilung Audio/Multimedia am Fraunhofer-Institut für Integrierte Schaltungen (IIS) Erlangen. Seit 2016 ist Bernhard Grill Institutsleiter sowie Leiter des Bereichs Audio & Multimedia am IIS.
In einem Brandbrief sprach sich Grill Ende 2023 mit Karlheinz Brandenburg und anderen gegen einen Verordnungsentwurf der EU-Kommission aus, mit dem die Anwendung standardessentieller Patente harmonisiert werden solle.

## Auszeichnungen
- 1992 Joseph-von-Fraunhofer-Preis
- 1999 ISO-Award als Editor des MPEG-4 Audio-Standards
- 2000 Deutscher Zukunftspreis